# HD 115319
HD 115319，又名BD+19 2655，SAO 100484、HR 5007，是一颗恒星，视星等为6.45，位于銀經339.43，銀緯80.12，其B1900.0坐标为赤經13h 11m 22.4s，赤緯+19° 80.12′ 47″。